# Tamma
Il Tamma (in russo Тамма́?) è un fiume della Russia siberiana orientale, affluente di destra della Lena. Scorre nel Megino-Kangalasskij ulus e nel Changalasskij ulus della Sacha (Jacuzia).

## Descrizione
Il fiume ha origine sull'altopiano della Lena nella zona dello spartiacque tra la Lena e l'Amga tra le alture dette Krjaž Selljakait-Sellja (Кряж Селлякаит-Селля) e scorre in direzione nord-ovest, nel suo alto e medio corso parallelo al fiume Menda. La lunghezza del fiume è di 216 km, l'area del suo bacino è di 4 430 km². Sfocia nella Lena a 1 528 km dalla sua foce, a ovest del villaggio di Chaptagaj (Хаптагай). Il suo maggiore affluente (da destra) è il fiume Chompu, lungo 123 km. Lungo il suo corso ci sono vari insediamenti.